# 大口鮨
大口鮨，為輻鰭魚綱鱸形目鱸亞目鮨科的其中一種，分布於中東太平洋的墨西哥海域，棲息深度約205公尺，為底棲性魚類，屬肉食性，生活習性不明。

## 擴展閱讀
維基物種上的相關：大口鮨